# Дворец культуры (Яссы)
Дворец культуры (рум. Palatul Culturii) — здание в румынском городе Яссы.
До 1955 года здание занимали административные и судебные учреждения, затем там были открыты четыре музея. В настоящее время они входят в организацию под названием Национальный музейный комплекс «Молдова». Кроме того, в здании находится Центр по консервации и реставрации культурного наследия. Также здесь проводятся различные выставки и другие мероприятия.
Дворец культуры занесен в Национальный реестр исторических памятников.

## История

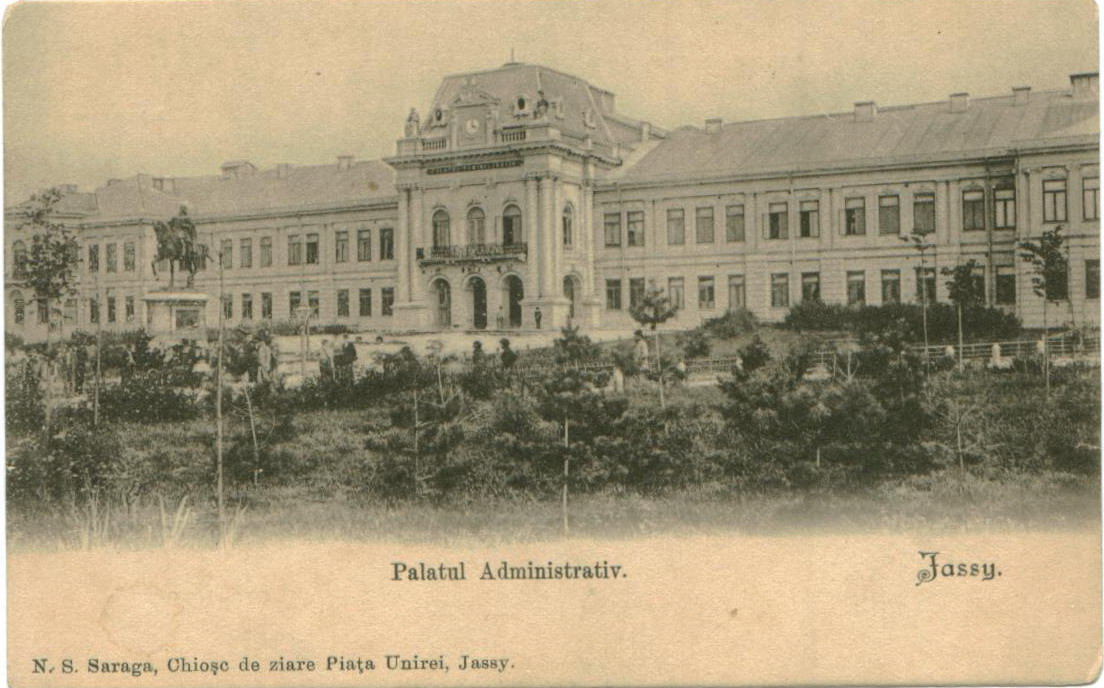
Бывший княжеский Дворец Молдавии построен в неоклассическом стиле (позже переименован в административный Дворец)

Строительство было начато в 1906—1907 годах, частично на старых развалинах средневекового княжеского двора Молдавии (1434), и частично на верхней части фундамента и первого этажа бывшего неоклассического дворца, построенного при господаре Александре Мурузи (1804—1806, архитектор Йохан Фрейвальд), перестроенного господарем Михаилом Стурдзой (1841—1843, архитектор Николае Сингуров), и разобранного в 1904—1906 годах. От последнего здания Дворец культуры унаследовал легенду о том, что в нём 365 комнат — столько же, сколько и дней в году.
Румынский архитектор И. Д. Берендей разработал проект здания, он спроектировал его в ярком неоготическом стиле. Во время Первой мировой войны, строительство было остановлено из-за ограниченности ресурсов, в недостроенном здании размещались румынские и русские войска, а также различные общественные учреждения и военные госпитали. Здание было достроено лишь 11 октября 1925 года и официально открыто год спустя королём Фердинандом I.
До 1955 года в здании размещался окружной суд и другие общественные учреждения. Во время Второй мировой войны в нём размещались немецкие, а затем и советские войска. Между 1975 и 1977 годами деревянные перекрытия последнего этажа были заменены на цементные, зафиксированные стальной сеткой. Здание выстояло во время землетрясения 1977 года, однако пострадали перекрытия первого этажа, стены, орнаменты и рельефы. Масштабный проект реставрации, который считается одним из самых сложных в Румынии с 1990 года, начался в 2008 году. Работы были частично завершены в 2016 году.

## Архитектура

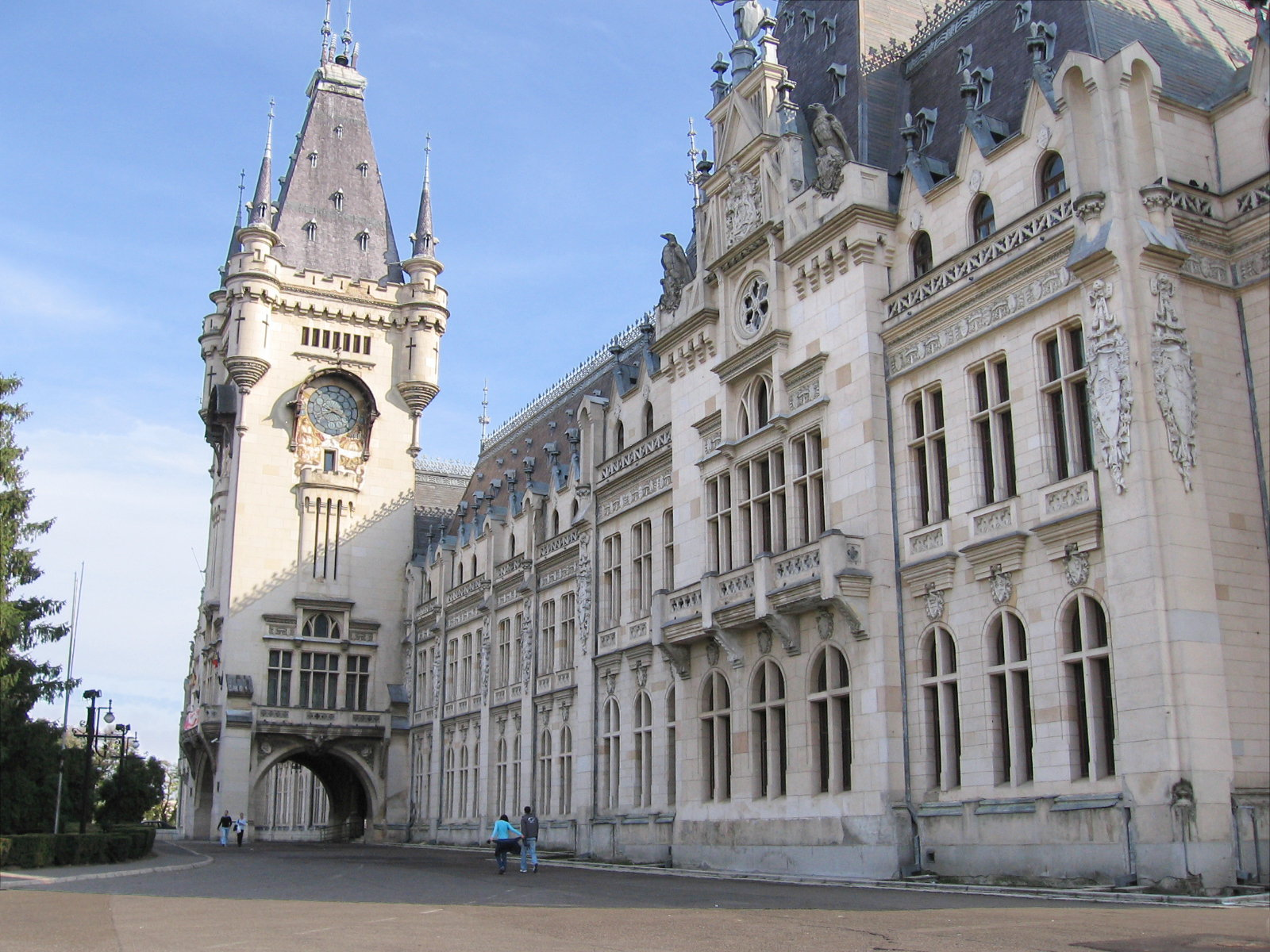
Здание вблизи

Дворец имеет 298 просторных комнат общей площадью 34 236 м². 92 окна находятся на фасаде и ещё 36 во внутреннем дворе.
Центральный зал украшает большая мозаика, на которой изображены представители готического бестиария: двуглавые орлы, драконы, грифоны, львы. К залу примыкает комната со стеклянным потолком, в которой изначально располагалась теплица.
Несмотря на архаичный дизайн, дворец был спроектирован с использованием современных материалов и технологий. Так каменные блоки были заменены на лёгкие и гораздо более дешёвые материалы. Кроме того, некоторые комнаты были оформлены с использованием специального материала, разработанного Анри Коандой, под названием боис-цемент, имитирующего дуб. Декоративные скобяные изделия также заслуживают внимания, ими можно полюбоваться, например, в зале воевод. Здание было оснащено высокотехнологичным по тем временам оборудованием, как электрическое освещение, воздушное отопление, система вентиляции, термостат, пылесосы. С учетом 14 пожаров, затронувших предыдущие здания, Берендей (главный архитектор) обработал деревянные конструкции чердака специальным противопожарным раствором под названием орнитион, а на крыше он использовал специальный материал этерните.

### Часовая башня
Вход во дворец расположен в большой башне донжоне с зубцами и шпилем. Башня является центральной архитектурной частью дворца. На каждой из трёх сторон находится циферблат диаметром 3,25 м. Циферблаты украшены витражами, представляющими 12 знаков Зодиака. По краям циферблатов изображены двое молодых мужчин, одетых в национальные костюмы — они как будто охраняют часы (этот элемент дизайна был вдохновлён замком Пелеш). Витражи и крестообразные зубцы подсвечиваются в ночное время. В карильоне башни имеются 8 колоколов, которые каждый час воспроизводят мелодию «Хор Объединения».

## Национальный музейный комплекс «Молдова»
В состав Национального музейного комплекса «Молдова» (рум. Complexul Muzeal Național "Moldova"Complexul Muzeal Național «Moldova») входят четыре музея, расположенных во Дворце культуры: Художественный музей, Музей истории Молдовы, Этнографический музей Молдовы, музей науки и техники имени Штефана Прокопиу. Музеи также располагают своими магазинами и библиотеками, а также залами для временных выставок.

### Художественный музей
Художественный музей, основанный в 1860 году, является старейшей и крупнейшей художественной коллекцией в Румынии с более чем 8700 работами, из которых около 1000 относятся к национальному и всемирному наследию. Он расположен на первом этаже дворца и состоит из 24 комнат для постоянных экспозиций, расположенных в трех галереях (Универсальная художественная галерея, Румынская галерея современного искусства и Галерея современного искусства). В галереях собраны работы таких художников, как Караваджо, Веронезе, Пьетро Либери, Карло Дольчи, Сальватор Роза, Франческо Солимена, Бартоломе Эстебан Мурильо, Антонис Ван Дейк, Ян Бот, Бартоломеус ван дер Хелст, Эгберт ван Хемскерк II, Никола Пуссен, Филипп де Шампань, Эсташ Лесюэр, Гийом Кусту, Франсуа Буше и многие другие.

### Музей истории Молдовы
Музей истории Молдовы был основан в 1916 году, в его коллекции находятся более 48 000 объектах из различных областей: археологии, нумизматики, декоративно-прикладного искусства, старинных книг, документов и т. д. Один из старейших экспонатов — 70 000-летний череп мамонта середины палеолита. Среди других экспонатов важное значение имеет керамика Трипольской культуры, дакийские, сарматские, готические и римские артефакты, а также оружие и другие предметы из средневековья.
Исторический музей находится во дворце на первом этаже, на западной стороне. Он является преемником Музея античности, основанного в 1916 году Орестом Тафрали. Музей имеет четыре секции: доисторической и древней истории, средневековой истории, новой истории и новейшей истории, представляя основные аспекты развития местных общин от эпохи палеолита до Второй мировой войны.

### Этнографический музей Молдовы
Этнографический музей Молдовы, основанный в 1943 году, располагает более чем 13000 предметами, изображающими румынский прогресс сквозь века. Молдавский музей этнографии расположен в западной части дворца, на первом и втором этаже. Здесь можно увидеть объекты, используемые жителями Молдовы в своей повседневной деятельности: сельское хозяйство, виноградарство, животноводство, рыболовство, охота, пчеловодство. Можно также увидеть интерьеры крестьянских домов, устройства, используемые для производства глиняной посуды, ткачества, обработки дерева, коллекцию масок, традиционные костюмы. Многим из этих экспонатов более 100 лет.

### Музей науки и техники
Музей науки и техники имени Штефана Прокопиу, располагающий коллекцией из более 8500 объектов, был основан в 1955 году как «Политехнический музей» и переименован в 1994 году в честь физика Стефана Прокопиу. В нём есть секции энергетики, записи и воспроизведения звука (уникальный в пределах Румыния), телекоммуникации, минералогии — кристаллографии, а также секция компьютеров.

## Другие достопримечательности
Помимо четырёх музеев, во Дворце культуры находятся и некоторые другие достопримечательности. Одной из них является Готический зал, где можно увидеть мозаику, изображающую средневековый бестиарий (грифоны, двуглавые орлы, львы). Существует также Зал воевод, расположенный на первом этаже, где есть портреты правителей Молдавии и Румынских царей, начиная с Децебала и Траяна, картины выполнены Штефаном Димитреску и его учениками. Есть также комната «Анри Коанды» , названная по изготовленным им резным работам и рельефам. В правом крыле имеется Турнул де Стражэ (дозорная башня), реминисценция старого княжеского суда Яссы, вместе с галереями под двориком дворца. В левом крыле есть коллекция капителей и других каменных архитектурных элементов, сгруппированных в лапидарии. Зал совмёщен с комнатой со стеклянным потолком, где первоначально была устроена теплица. Напротив дворца находится конная статуя Стефана III Великого, по бокам от которой стоят две крупповские пушки, трофеи из румынской войны за независимость.

## Галерея

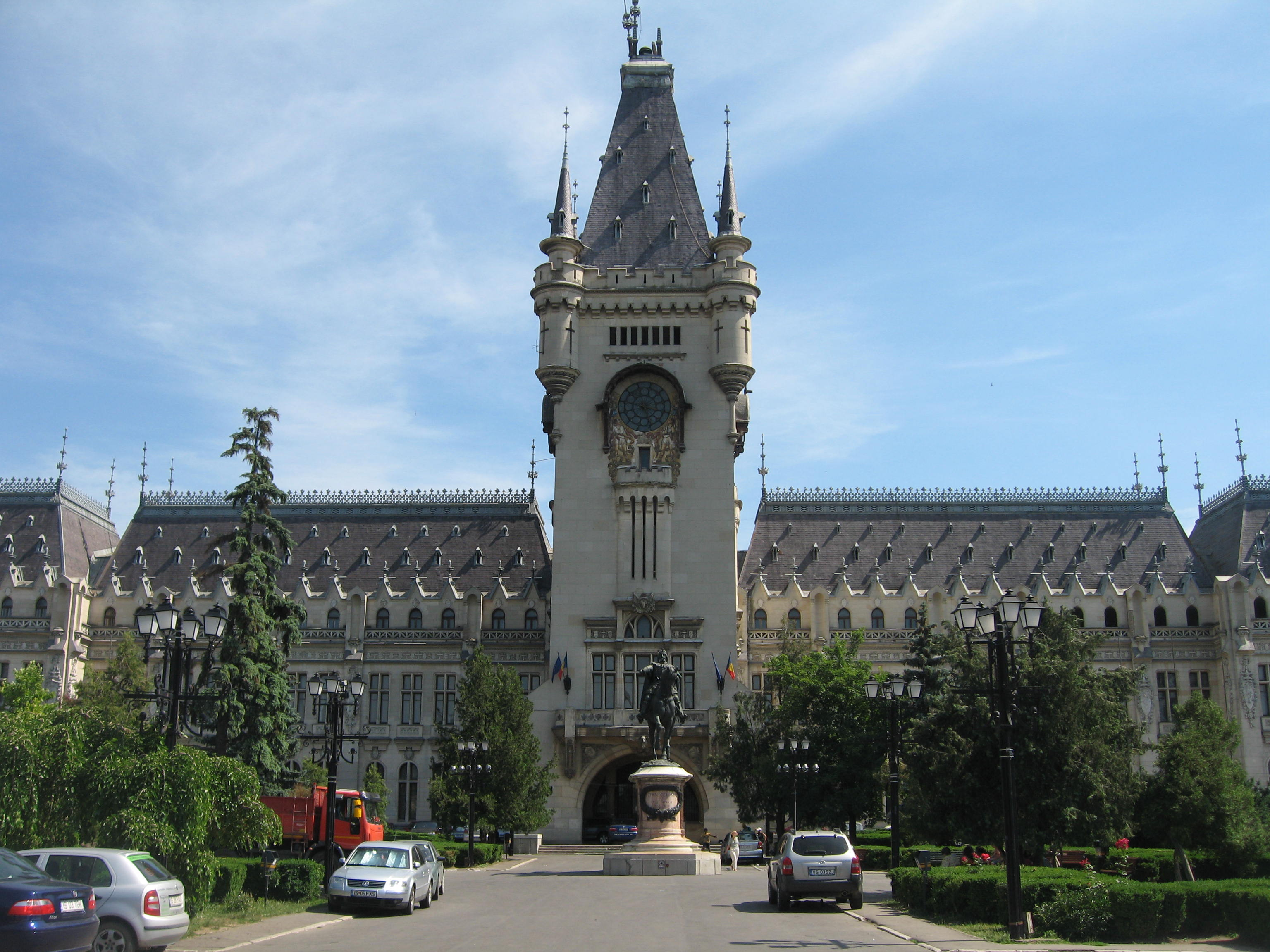
Вид спереди
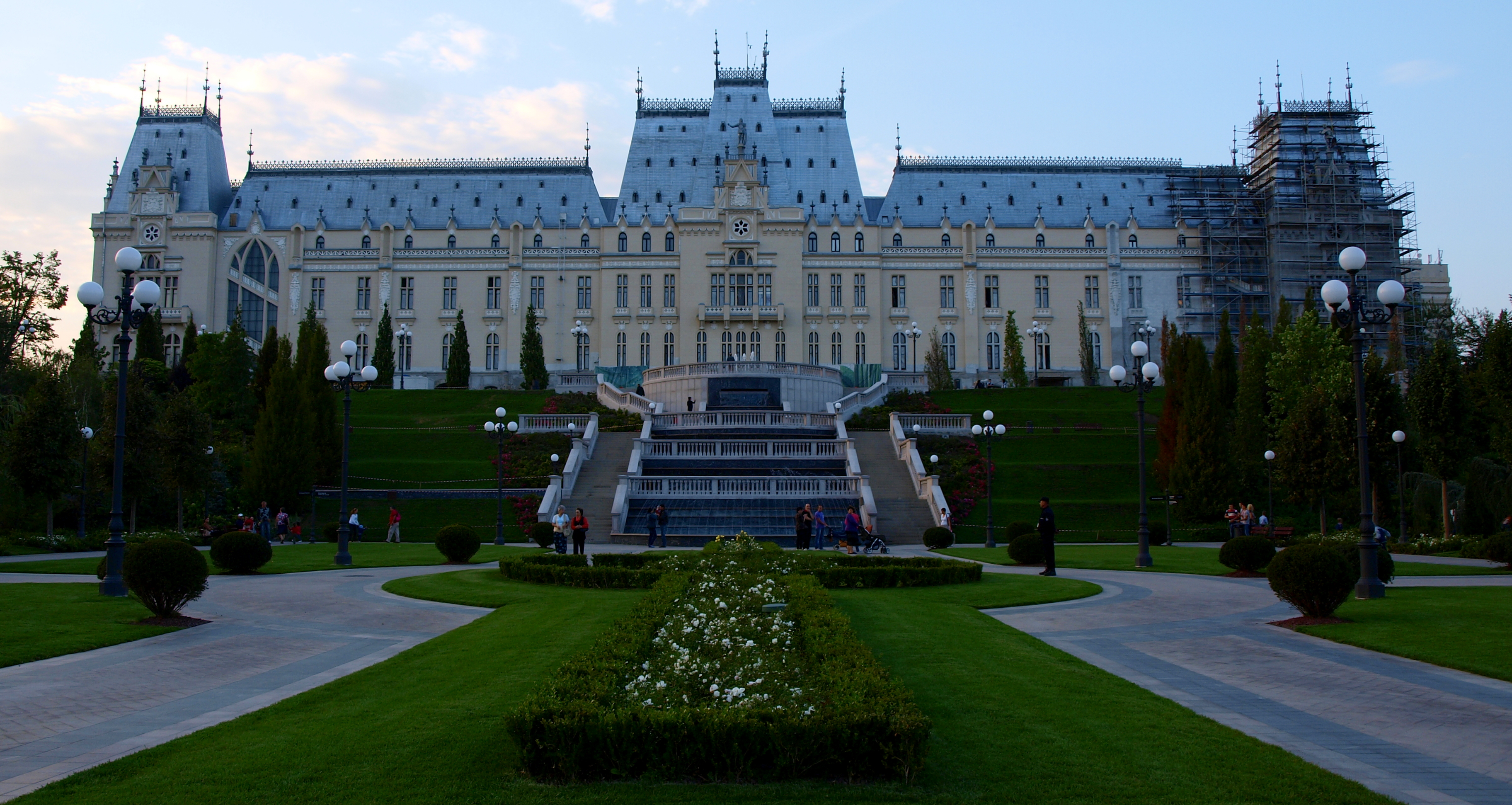
Вид сзади
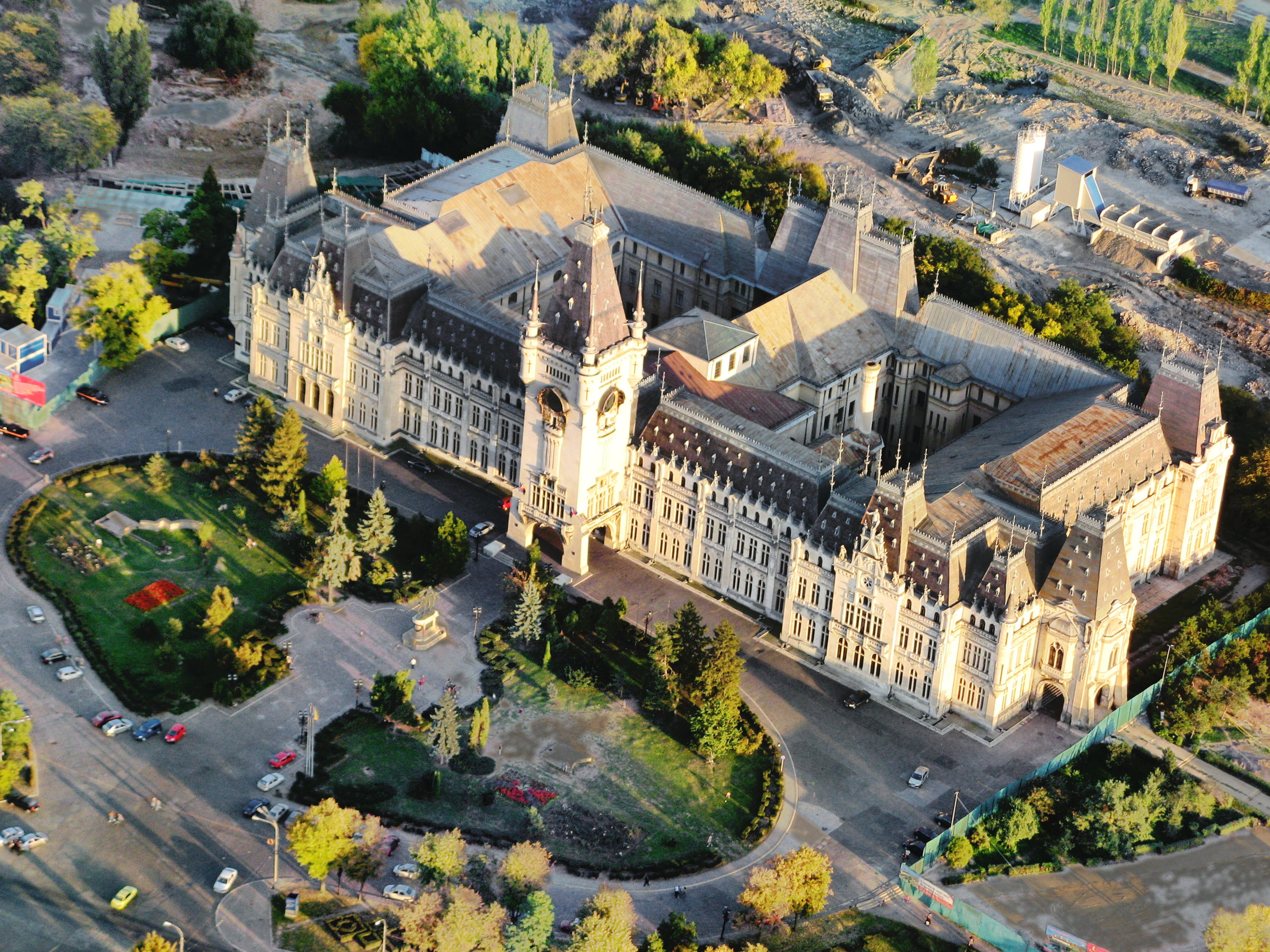
Снимок свысока
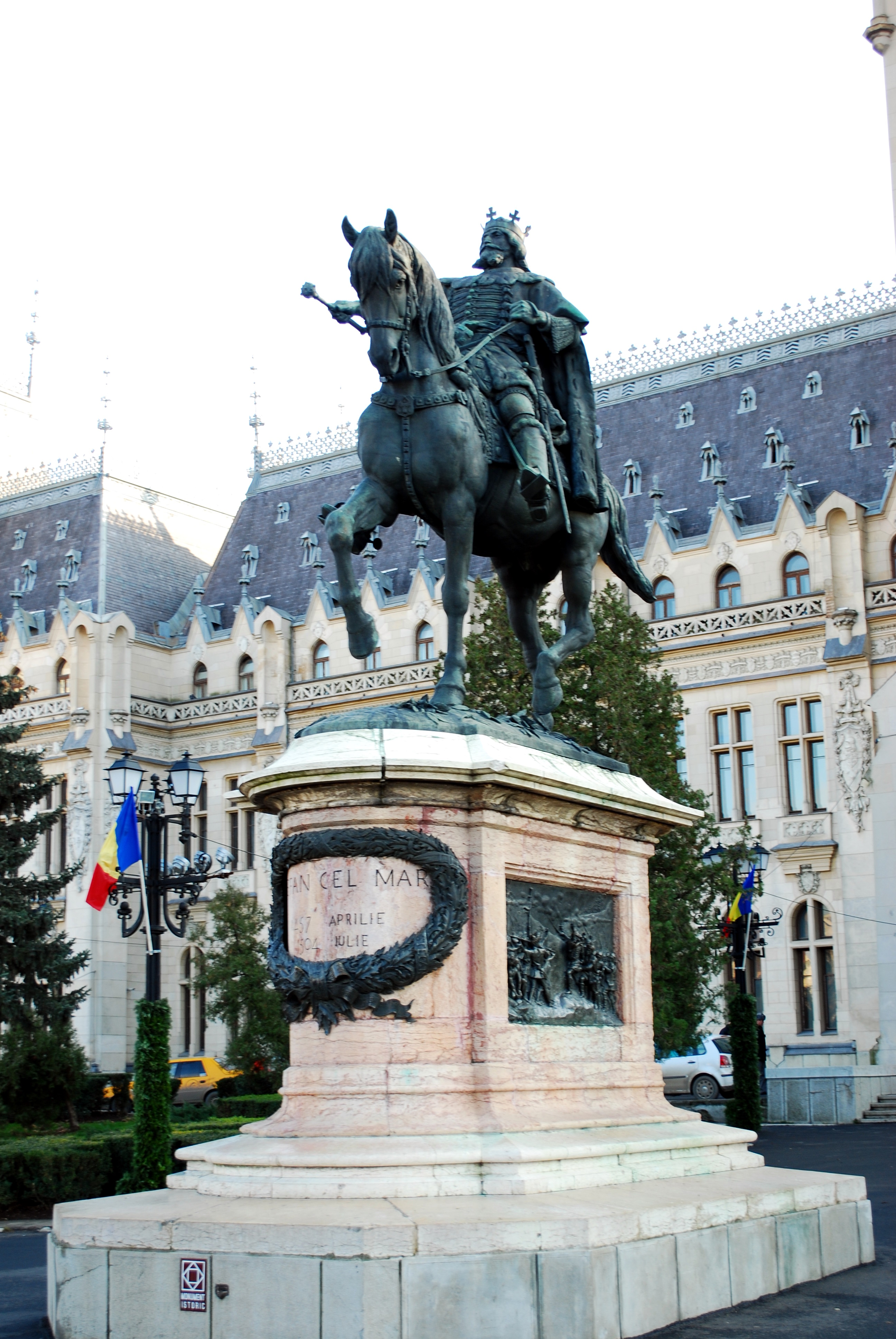
Памятник Стефану Великому
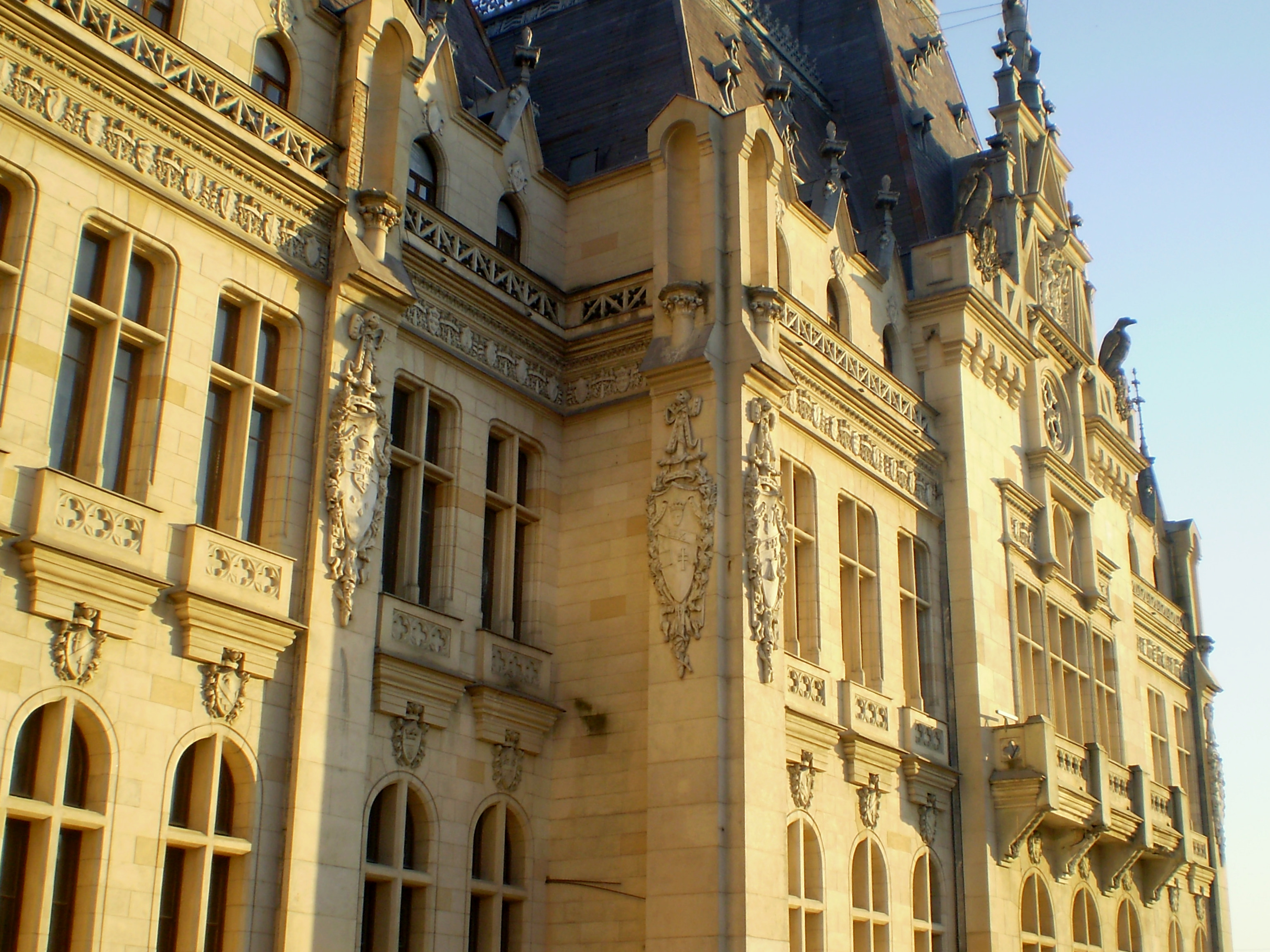
Детали
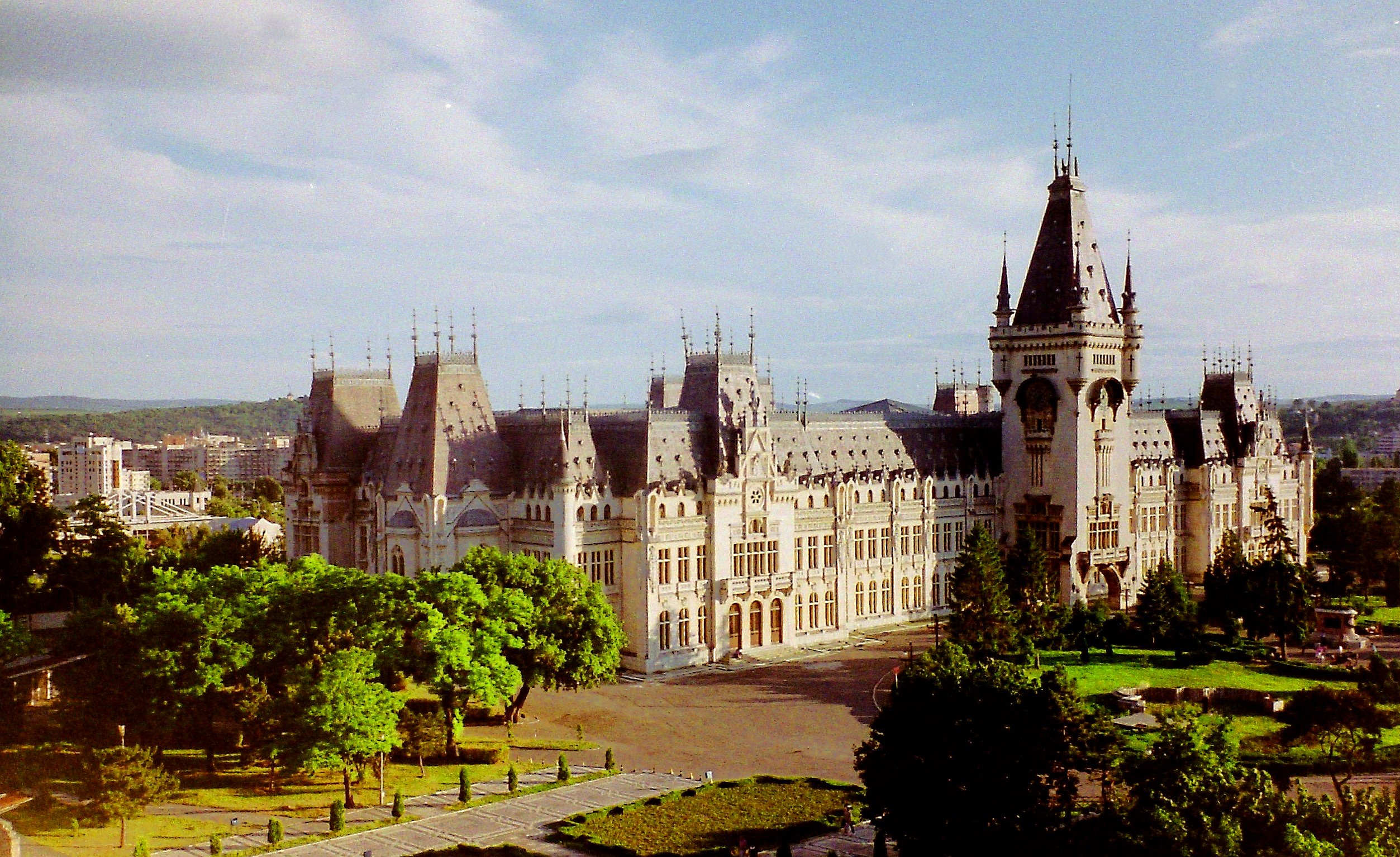
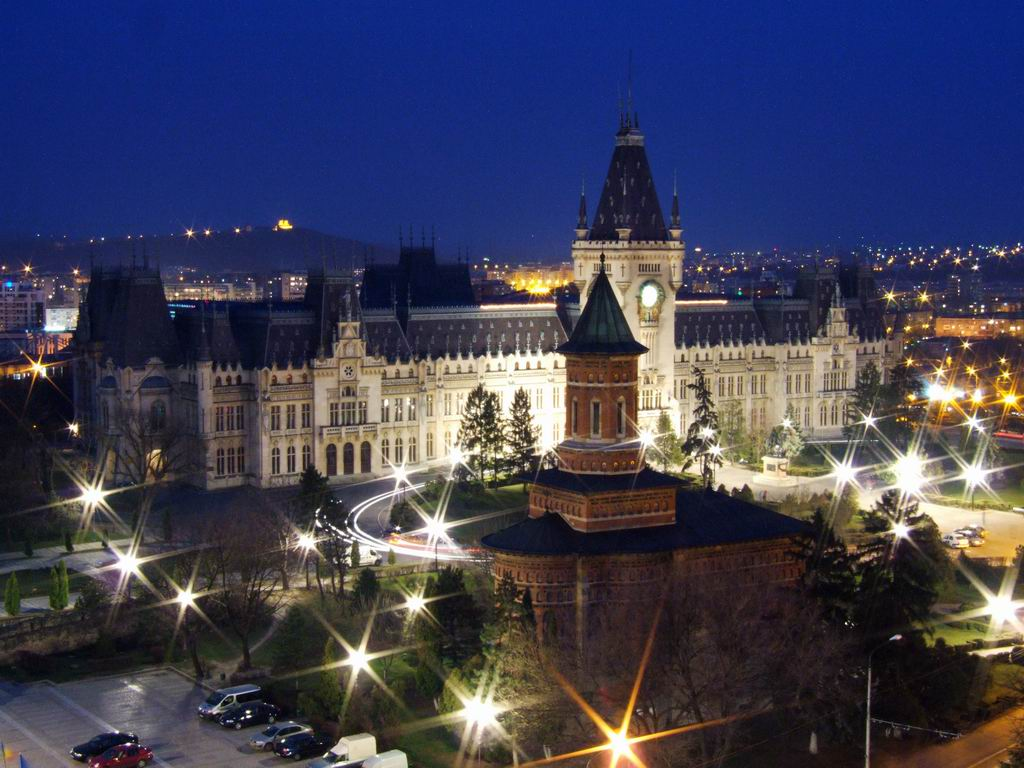
Дворцовая площадь и княжеская церковь Святого Николая
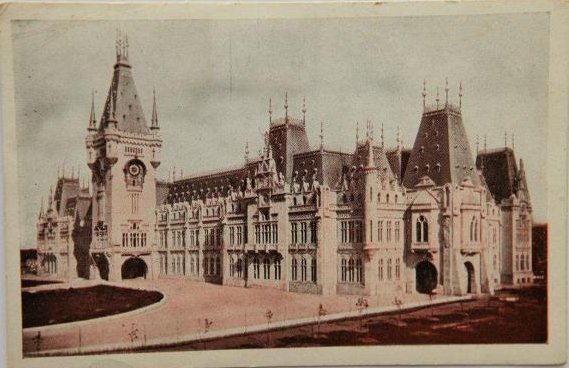
Открытка межвоенного периода